# Andada
L'Andada è un gioco astratto della famiglia dei mancala giocato dalla popolazione dei Kunama, nell'ovest dell'Eritrea. Per quanto riguarda movimento e cattura, l'Andada ha regole simili a molti altri mancala (per esempio Enkeshui e Layli Goobalay); le sue principali peculiarità riguardano le condizioni per la vittoria. In un certo senso, è un gioco ancora più spiccatamente matematico di molti altri mancala.

## Regole

### Tavoliere e disposizione iniziale
Un tavoliere da Andada comprende due file di buche; il numero di buche per fila è variabile da 12 a 24, per multipli di 3. Le buche sono chiamate ita ("case"). Inizialmente ci sono due semi in ogni casa; i semi sono detti ayla ("mucche").

### Apertura
Alla sua prima mossa, il primo giocatore di turno preleva tutti i semi da una delle sue buche e li semina in senso antiorario nelle due buche successive; poi preleva i due semi nella buca successiva a quella dove si è conclusa la semina precedente e semina anche quelli, e così via, attraversando anche la fila avversaria, fino a quando il tavoliere non si trova in una situazione in cui tutte le buche hanno o 3 o 0 semi.
Ci sono quindi tre possibili situazioni dopo l'apertura (su un tavoliere da 12):
3 3 0 3 3 0 3 3 0 3 3 0
0 3 3 0 3 3 0 3 3 0 3 3
3 0 3 3 0 3 3 0 3 3 0 3
3 0 3 3 0 3 3 0 3 3 0 3
0 3 3 0 3 3 0 3 3 0 3 3
3 3 0 3 3 0 3 3 0 3 3 0
Al termine della mossa di apertura, l'avversario stabilisce a chi toccherà il primo turno standard (vedi sotto).

### Turno
Al proprio turno, il giocatore preleva tutti i semi da una buca e li semina in senso antiorario. Se l'ultimo seme cade in una buca occupata, la semina procede "a staffetta".
Se l'ultimo seme di una semina cade in una buca vuota della fila del giocatore di turno, i semi eventualmente presenti nella buca avversaria antistante vengono rimossi dal gioco. Non è necessario che li tenga il giocatore che ha catturato perché, a differenza di quanto avviene nella maggior parte degli altri mancala, i semi catturati non incidono sul punteggio finale.

### Fine del gioco
Quando tutti i giocatori hanno soltanto semi singoli, quelli che raggiungono la fine della fila vengono rimossi dal gioco anziché passare nella fila avversaria.
L'ultimo giocatore che è in grado di muovere vince.